# Tragocephala
Tragocephala – rodzaj chrząszczy z rodziny kózkowatych.

## Zasięg występowania
Przedstawiciele tego rodzaju występują w Afryce od Senegalu i Etiopii na płn. po RPA na płd, a także na Madagaskarze i Seszelach.

## Systematyka
Do Tragocephala należy 39 gatunków:

- Tragocephala alluaudi
- Tragocephala angolensis
- Tragocephala bassamensis
- Tragocephala berchmansi
- Tragocephala burgeoni
- Tragocephala caerulescens
- Tragocephala carbonaria
- Tragocephala castelnaudii
- Tragocephala castnia
- Tragocephala conjuncta
- Tragocephala crassicornis
- Tragocephala cuneifera
- Tragocephala descarpenteriesi
- Tragocephala formosa
- Tragocephala frenata
- Tragocephala freyi
- Tragocephala gorilla
- Tragocephala gracillima
- Tragocephala grandis
- Tragocephala guerinii
- Tragocephala jucunda
- Tragocephala mima
- Tragocephala mniszechii
- Tragocephala modesta
- Tragocephala morio
- Tragocephala nigroapicalis
- Tragocephala nobilis
- Tragocephala phidias
- Tragocephala poensis
- Tragocephala pretiosa
- Tragocephala pulchra
- Tragocephala semisuturalis
- Tragocephala suturalis
- Tragocephala tournieri
- Tragocephala trifasciata
- Tragocephala univittipennis
- Tragocephala vaneyeni
- Tragocephala variegata
- Tragocephala viridipes